# 威斯巴登
威斯巴登是德国中部黑森州的州府，法兰克福之后该州的第二大城市。它同时还是欧洲最老的溫泉水療城鎮之一，有着26个温泉和1个冷泉。
威斯巴登是黑森州的核心城市之一，其与法兰克福、美茵茲、达姆施塔特、美茵河畔奥芬巴赫和哈瑙等城市共同構成萊茵-美茵都會區。
1806年神聖羅馬帝國解散之後，拿紹家族分封在各地的支系因絕嗣而重新統合為拿紹公國，定都在威斯巴登，直到1866年拿紹公國被普魯士併吞為止。
威斯巴登市的人口在1906年突破10万大关。

## 地理

### 概述
威斯巴登是莱茵高（Rheingau）地區最大的城市，坐落在莱茵河右岸，正对着莱茵兰-普法尔茨州的首府美茵茲，并与之构成一个双子中心（德語：Doppelzentrum）。其地理位置为北纬50° 05'东经08° 15'。
市中心的宫殿广场处高度为115米，而城市的最高点是608米高的萊茵霍恩威格，最低点在海港入口处，海拔83米。
该市占地204平方公里，从南到北17.6公里、从东到西19.7公里。城市的北部是一片无尽延绵的林区（占城市总面积27.4%），西部是葡萄园，东部为农业区，共占用面积31.1%。79公里的城市边界中10.3公里与莱茵河接壤。
莱茵高向东西拓展，覆盖整个城市区域。威斯巴登也因此被称为“莱茵高之门”。

### 气候
多得威斯巴登南部的自然保护区，该市气候十分宜人：年平均温度约9.5摄氏度，年降水量为每平方米622升，日照平均长度为大概1565小时。因此威斯巴登是德国最热的城市之一。此外，又由于地处低谷和众多高楼，市中心的空气流动相当受限制。

### 城市发展背景
威斯巴登当今的形象由三个部分勾勒出来：其中之一是难以数计的市中心建筑。这些建筑几乎全部在60年内（约介乎1850年和1914年第一次世界大战之间）建成。城市的规划主要由两位建筑师负责：19世纪初由克里斯汀·扎伊斯（德語：Christian Zais）承担，菲利克斯·奥古斯特·赫尔弗戈特·根兹默后接手直至第一次世界大战爆发。在这段时间内，除了宫廷仆役外，大量的富人涌入威斯巴登，以此映照出他们的形象和身价。最后，威斯巴登的市中心在第二次世界大战中幸免于难。
这样的结果是，威斯巴登市中心显得十分整齐一致。其间的建筑物几乎全部归于古典主义、历史主义和青春主义风格。19世纪末，大面积的住宅区采用了华丽的外观和林荫道点缀。作为一个世界疗养城市，威斯巴登蜚声国际，亦由此在市中心建起了林林总总的具有代表性的开放式建筑物，如威斯巴登疗养院、疗养公园、黑森州州剧院和集市教堂。其中集市教堂是从1853年至1862年由卡尔·布斯设计并建成。因此，如今威斯巴登被誉为历史主义建筑风格的模范。

### 外围地区
市中心外围有一些以前的自治城市和地区。比布里奇和比尔施塔特有城市的特征。然而市中心东部郊区却保留了村庄的特征，如瑙鲁德、奧林根、布雷肯海姆、赫斯洛奇、伊格施塔特、诺登施塔特、埃尔本海姆以及德尔肯海姆。
值得注意的是，威斯巴登市中心几乎没有任何工商业。唯一例外的是美茵兹大街（Mainzer Straße）附近。这里有美茵兹75号高楼（Mainzer 75）、陶努斯汽车贸易总部（Taunus-Auto）、大量的餐馆和若干电子商店。主要的工业区在城市南部莱茵河畔。此外在东部郊区还有一些零星的小工业区。这些地区的发展优势在于贯穿而过的联邦66号高速公路。市中心附近更多的区域被用作美军驻扎基地。以前的林赛空军基地如今变成了德国联邦刑事警察局在威斯巴登三个驻点之一。这里还有德国国民高等学校和许许多多的政府机构，如民政局等。

### 宗教
威斯巴登最初属于美茵兹主教教区。1543年，拿骚王朝曾在此处进行宗教改革。影响最大的是路德会，然而自18世纪始也出现了新教教徒。1817年在拿紹公國里实现了路德教徒和新教徒的联合教堂 (福音派)（德語：Unierte Kirchen）。
18世纪在威斯巴登又复出现零星的天主教社团成员。自1791年他们又可以威斯巴登公开地进行礼拜并于1801年拥有了自己的会堂（德語：Bethaus），后来还自己重新修建了自己的教堂。这些信奉者隶属于1827年新成立的林堡主教教区。

### 人口增长
以下表格列数了按地区划分的居住人口。给出数据基于市政管理局或统计局的人口统计结果。
居住人口总数轨迹表明，工业革命时代至第二次世界大战期间，该地区有很高的人口增长比例。从1800年至1939年居民人口从2239增长至19万1955。这得益于莱茵河和近鲁尔区良好的经济情况。第二次世界大战后，威斯巴登人口增长主要归于东部市郊的并入，和外来劳动力、外国人的移民。据2002统计，约有17.5%的住户持有非德国护照，明显低于法兰克福（26.4%）和美因河畔奥芬巴赫（31.2%）的比例。当然这个数字也表明了，威斯巴登自1980年（11.3%的外国住户）以来外来人口有了近55%的增长。

### 合作伙伴城市
威斯巴登与以下城市为合作伙伴城市：
- 克拉根福 / 奥地利（自1930年）
- 蒙特勒 / 瑞士（自1953年）
- 腓特烈斯海恩-克罗伊茨贝格 / 柏林（克罗伊茨贝格、自1964年）
- 根特 / 比利时（自1969年）
- 丰代特 / 法国（自1975年）
- 卢布尔雅那 / 斯洛文尼亚（自1977年）
- 卡法薩巴 / 以色列（自1981年）
- 圣塞瓦斯提安 / 西班牙（自1981年）
- 弗罗茨瓦夫 / 波兰（自1987年）
- 皇家唐橋井 / 英国（自1989年）
- 格尔利茨 / 萨克森自由州（自1990年）
- 奧科塔爾 / 尼加拉瓜（自1990年）

- 被驱逐的德国人的支援城市，卡罗维发利（自1953年）

## 经济与基础建设

### 葡萄酒和香槟
威斯巴登坐落在葡萄酒生产地莱茵高。每逢莱茵高葡萄酒周，旧市政厅旁的宫殿广场（Schloßplatz）就会变成“世界上最大的酒吧”，正如葡萄酒周的口号所说的那样。
在威斯巴登，葡萄酒和香槟极大地影响着人们的文化生活和尤其是美食生活。这种独特的文化生活把威斯巴登和别的大城市区别开来。

## 旅游名胜
散步于威斯巴登四周有许多旅游名胜。当地旅游业，和这个集疗养、议会、州府功能于一身城市融为一体，为经济的发展提供了一个不可忽视的推动力。每年约有96万2000人次在此留宿。与此相比，各大旅游城市留宿人次为：柏林1133万、法兰克福393万、不来梅104万、海德堡83万。
这里有67所宾馆和旅舍，共提供约6200个床位。这里的青年旅舍坐落在Elsässer Platz，是德国最大的青年旅舍之一，共有220个床位。此外还有三个露营点，每年接待旅客约6400人、留宿11800人次。

### 旅游路线
- 从名为Bäderstraße Taunus的大街开始。这条大街途径Bad Schwalbach和Schlangenbad最终通往蘭河畔巴特埃姆斯（Bad Ems an der Lahn）。

- 莱茵高雷司令路线（Rheingauer Riesling）从Flörsheim am Main贯穿Hochheim am Main，经过南部城区最后通往莱茵高。

- 德国半砖木街蜿蜒穿过西部城区：从Hochheim经Eppstein、Idstein通往拉恩河畔林堡（Limburg an der Lahn）。

- 莱茵徒步行，威斯巴登新的通往波恩的步行路线，沿途经过莱茵河中部右岸全部的古堡。

事实上，“巴登”在德语中就是温泉的意思。至今其市中心的老温泉仍保留着古罗马时代的建筑和洗浴风格，包括男女同浴。

## 圖片

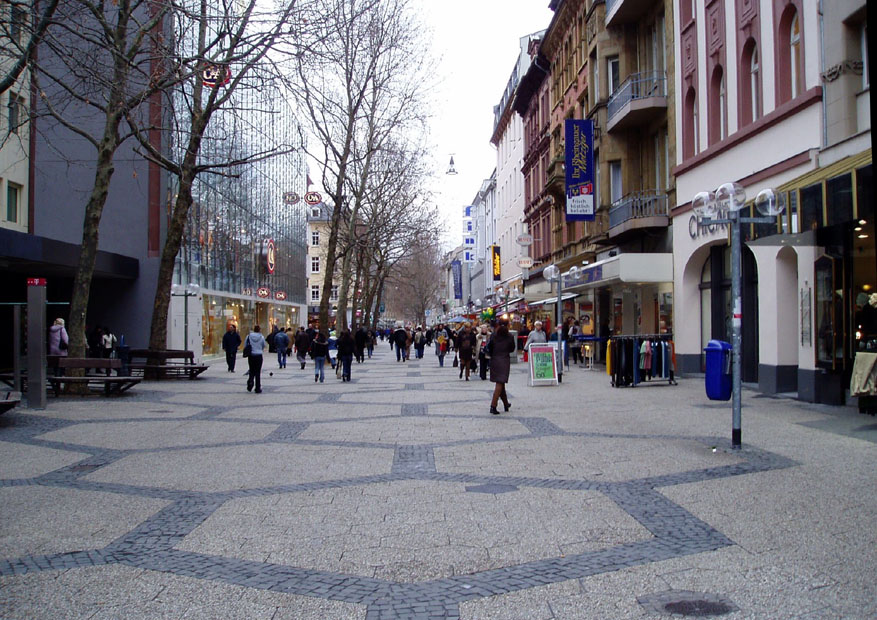
威斯巴登步行区
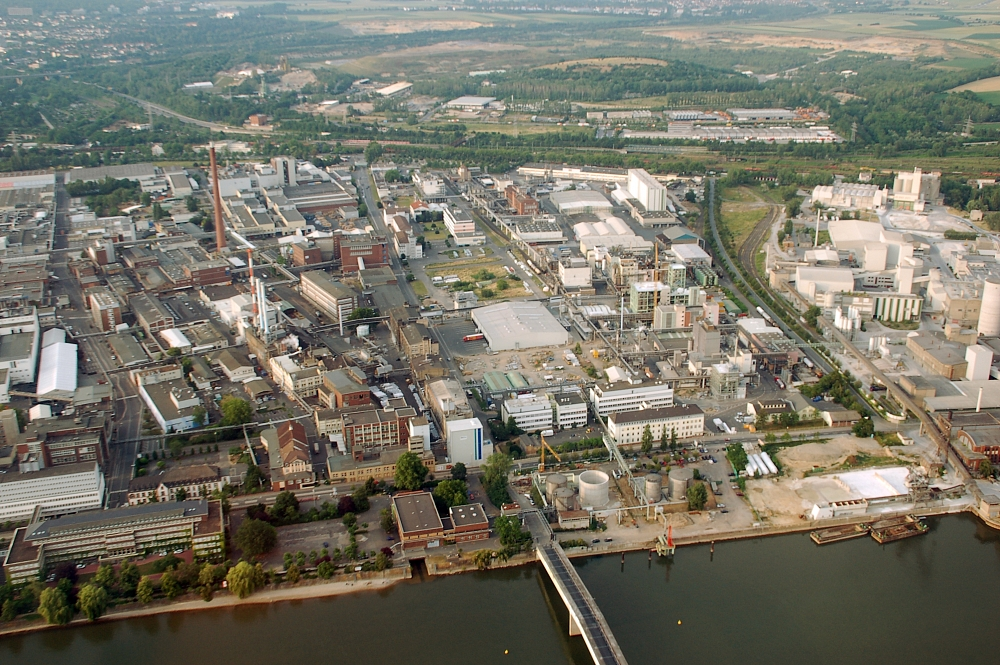
化工廠
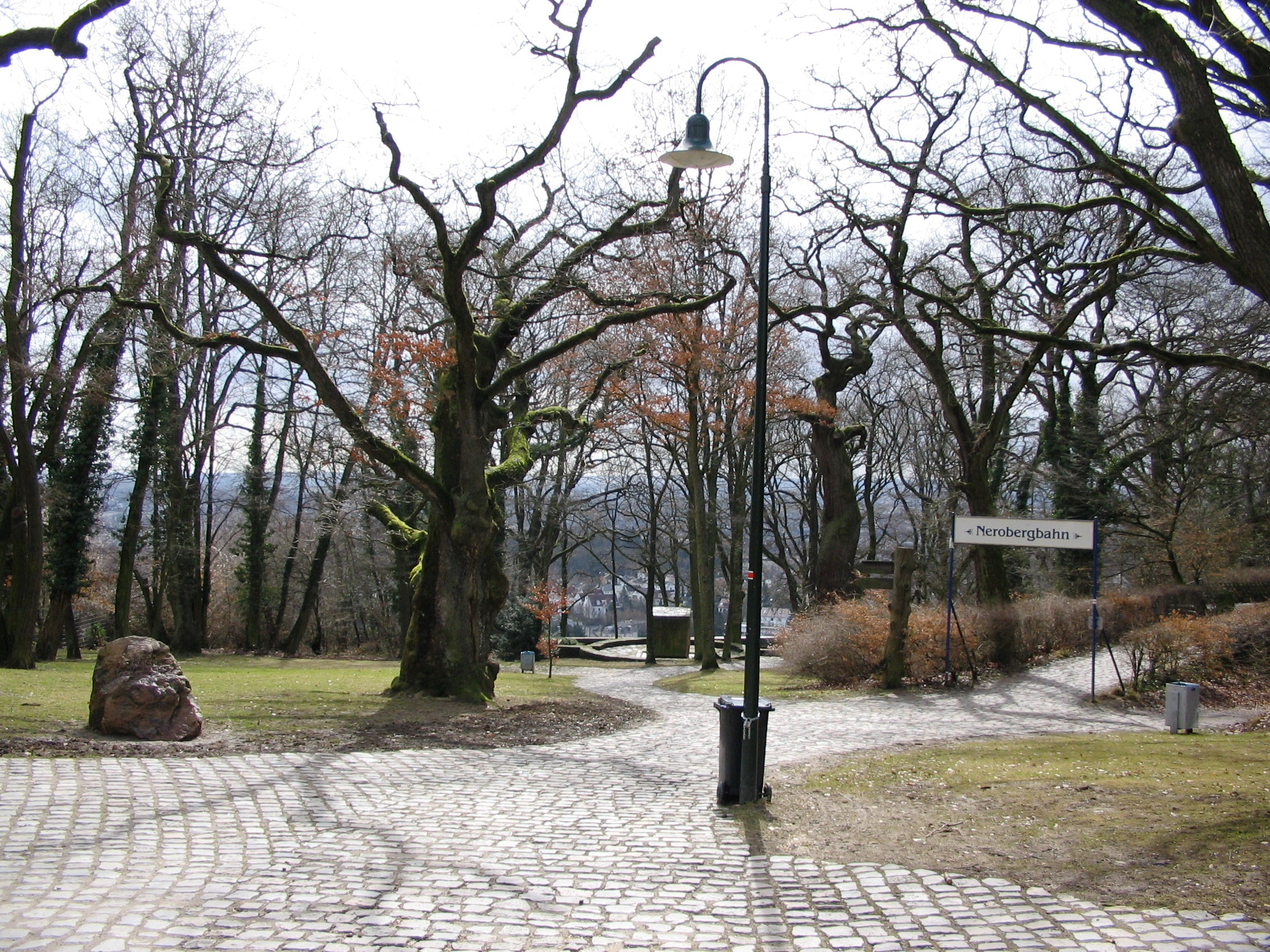
市內的一個公園
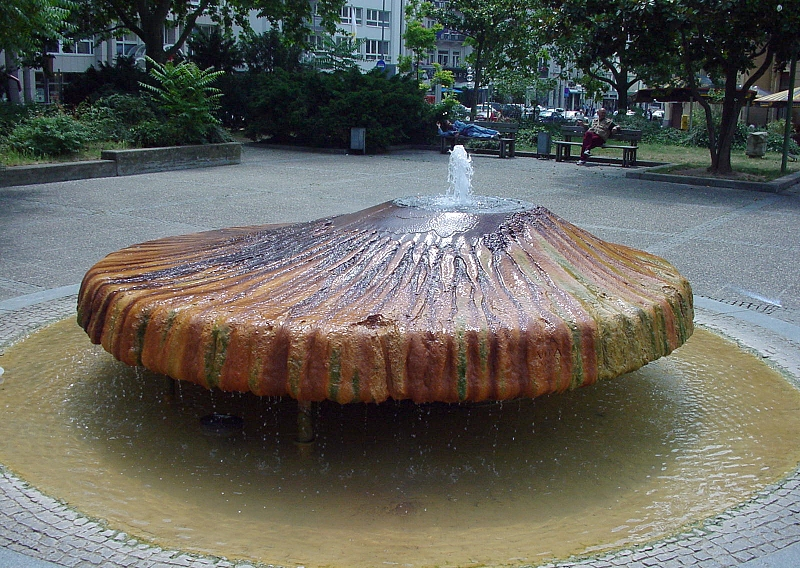
市內噴泉

## 名人

### 威斯巴登市名人录
- 1823年，5月6日，Wilhelm Heinrich Riehl，自1883年von Riehl，† 16日11月1897年于慕尼黑，新闻工作者，小说家。
- 1829年，Adolf Seel，画家。
- 1833年，19日12月，Wilhelm Dilthey，† 1。10月1911 in Seis bei Bozen，哲学家、心理学家、教育学家。
- 1845年，11月14日，Ernst Perabo，† 10月29日1920年，作曲家、钢琴师。
- 1849年，3月16日，Karl Brugmann，† 29。6月1919年于莱比锡，语言研究学者、印地-日尔曼学家（"Grundriß vergleichender Grammatik der indogermanischen Sprachen"）
- 1874年，Ludwig Hohlwein，† 15。9月1946年，Plakatkünstler（Neuen Sachlichkeit）
- 1875年，3月22日，Hans Grimm，民族主义作家、政治评论家。
- 1880年，6月29日，Ludwig Beck，† 1944年7月20日射杀于柏林，	军事家。
- 1882年，6月2日，Rudolf Bingel，† 1945 in Landsberg (Warthe)，während der NS-Zeit Vorsitzender des Vorstandes der Siemens-Schuckertwerke
- 1885年，4月8日，Alexander Rüstow，† 30。6月1963 in Heidelberg，哲学家，社会学家和经济学家
- 1892年，9月4日，Helmuth Plessner，† 12。6月1985 in Göttingen，Philosoph und Soziologe，Hauptvertreter der Philosophischen Anthropologie
- 1906年，8月10日，Dr。Wilhelm Kempf，† 9。10月1982 in威斯巴登，Bischof von Limburg 1949-81
- 1907年，7月28日，Dolf Sternberger，† 1989年7月27日于法兰克福，政治学者和新闻工作者
- 1921年，3月25日，Simone Signoret，女演员
- 1927年，3月1日，Rudi Arndt，政治家
- 1928年，3月12日，Paul Kuhn，乐队领军人物、歌手（"Es gibt kein Bier auf Hawaii"，"Der Mann am Klavier"）
- 1929年，1月20日，Jo Miard，eigtl。Karl-Heinz Müller，† 3日11月1982年in Heppenheim，Bildhauer
- 1929年，6月8日，Grete Wurm，† 2002年3月28日于斯图加特，女演员
- 1936年，2月22日，Karin Dor，bürgerlich Kätherose Derr，女演员
- 1936年，11月22日，Hans Zender，指挥、作曲家
- 1938年或1939年，Katharina Thiersch，Denkmalpflege
- 1939年，3月31日，Volker Schlöndorff，导演
- 1942年，12月12日，Hannelore Rönsch，Bundesministerin für Familie und Senioren 1991年-1994年
- 1944年，7月7日，Jürgen Grabowski，足球运动员，1974年世界杯冠军
- 1946年，12月4日，Pierre Even，卢森堡作曲家
- 1951年，11月16日，Bernd Lehmann，测地学者和Fachhochschule Trier 测量技术教授
- 1953年，3月6日，Wolfgang Grams，RAF-Terrorist
- 1955年，11月18日，Sandro R. Müller，Organist
- 1956年，Birgit Hogefeld，RAF-Terroristin
- 1957年，5月13日，Andrea Klump，mutmaßliche RAF-Terroristin
- 1959年，2月26日，John McEnroe，美国乒乓球手
- 1960年，2月25日，Stefan Blöcher，deutscher Feldhockeyspieler
- 1960年，8月25日，Sami Kalifa，歌手，流行乐团Wind成员（"Für alle"）
- 1962年，11月3日，Dirk Kurbjuweit，新闻记者、作家
- 1985年, 6月27日，Nico Rosberg，前F1車手，2016年F1世界冠軍

### 其它有影响的人物
- Christian Zais（* 1770年于Cannstatt; † 1820年于威斯巴登）古典主义建筑师、城市规划者。
- Carl Remigius Fresenius，* 1818年于法兰克福，† 1892年于威斯巴登，化学家，1848年建立了Fresenius学院。
- 康拉德·杜登，* 1829年于Wesel，† 1911年于威斯巴登的Sonnenberg，语言学者，其作品杜登给德语正字法打下了坚实的基础。
- Otto Henkell，* 1869年，† 1929年于威斯巴登，香槟生产商，其产业Henkell & Co享誉国际。
- 阿列克谢·冯·亚夫连斯基，* 1864年于托爾若克（俄罗斯），† 1941年于威斯巴登，表现主义画家
- Bernard von Brentano * 1901年于美因河畔奥芬巴赫，† 1964年于威斯巴登，作家、填词人、戏剧作家、小说家
- Eddie Constantine * 1917年于美国洛杉矶，† 1993年于威斯巴登，电影演员
- Kaspar Kögler * 1838年于Molsberg，† 1923年于威斯巴登，画家，作家
- Martin Niemöller * 1892年于Lippstadt，† 1984年于威斯巴登，有影响力的神学者
- Ernst Litfaß * 1816年于柏林，† 27。12月1874年于威斯巴登，Verleger und Erfinder der 1854 erstmals eingesetzten Litfaßsäule
- Felix Genzmer * 1856年于Labes/Pommern，† 1929年于柏林，von 1881年至1903年威斯巴登市规划人
- Helmut Schön * 1915年于Dresden，† 1996年于威斯巴登，足球运动员、教练
- Heinz Schenk，* 1924年于美因兹，演员、Showmaster（"Zum Blauen Bock"）
- Klaus C。Plönzke，* 1936于Schwedt/Oder，IT企业家，CSC Ploenzke AG创办人，曾获颁予联邦十字勋章

### 引用
1. ↑  民政部地名研究所 (编). . . 北京: 中国社会出版社: 3130. 2017-05. ISBN 978-7-5087-5525-0. OCLC 1121629943. OL 28272719M. NLC 009152391.（简体中文）